# Чехословакия на летних Олимпийских играх 1952
Чехословакия принимала участие в Летних Олимпийских играх 1952 года в Хельсинки (Финляндия) в седьмой раз за свою историю, и завоевала семь золотых, три серебряные и три бронзовые медали. 
| Чехословакия на олимпийских играх 1952 года в Хельсинки | Чехословакия на олимпийских играх 1952 года в Хельсинки                                                           | Чехословакия на олимпийских играх 1952 года в Хельсинки | Чехословакия на олимпийских играх 1952 года в Хельсинки | Чехословакия на олимпийских играх 1952 года в Хельсинки |
| Медали                                                  | Спортсмены | Вид спорта                                              | Дисциплина                                              | Результат                                               |
| ------------------------------------------------------- | --- | ------------------------------------------------------- | ------------------------------------------------------- | ------------------------------------------------------- |
| 1                                                       | Йозеф Голечек | Гребля на байдарках и каноэ                             | Мужчины, каноэ-одиночки, 1000 метров                    | 4.56.3                                                  |
| 1                                                       | Ян Захара | Бокс                                                    | Мужчины, до 57 кг                                       |                                                         |
| 1                                                       | Эмиль Затопек | Лёгкая атлетика                                         | Мужчины, 5000 м                                         | 14.06,6 (OR)                                            |
| 1                                                       | Эмиль Затопек | Лёгкая атлетика                                         | Мужчины, 10000 м                                        | 29.17,0 (OR)                                            |
| 1                                                       | Эмиль Затопек | Лёгкая атлетика                                         | Мужчины, марафон                                        | 2.23.03,2 (OR)                                          |
| 1                                                       | Дана Затопкова | Лёгкая атлетика                                         | Женщины, метание копья                                  | 50,47 метра (OR)                                        |
| 1                                                       | Карел Мейта Йиржи Гавлис Ян Йиндра Станислав Луск Мирослав Коранда                                                | Академическая гребля                                    | Мужчины, четвёрки с рулевым                             | 7.33,4                                                  |
| 2                                                       | Йозеф Ружичка | Борьба                                                  | Мужчины, греко-римский стиль, свыше 87 кг               |                                                         |
| 2                                                       | Ян Брзак-Феликс Богумил Кудрна                                                                                    | Гребля на байдарках и каноэ                             | Мужчины, каноэ-двойки 1000 метров                       | 4.42,9                                                  |
| 2                                                       | Йосеф Долежал | Лёгкая атлетика                                         | Мужчины, ходьба 50 км                                   | 4.30.17.8                                               |
| 3                                                       | Микулаш Атанасов                                                                                                  | Борьба                                                  | Мужчины, греко-римский стиль, до 67 кг                  |                                                         |
| 3                                                       | Альфред Йиндра | Гребля на байдарках и каноэ                             | Мужчины, каноэ-одиночки, 10000 метров                   | 57.53,1                                                 |
| 3                                                       | Гана Бобкова Алена Хадимова Яна Рабасова Алена Реихова Матильда Шинова Божена Срнцова Вера Ванчурова Эва Босакова | Спортивная гимнастика                                   | Женщины, многоборье                                     | 503,32                                                  |

## Результаты соревнований

### Академическая гребля
Соревнования в академической гребле на Играх 1952 года проходили с 20 по 23 июля. В следующий раунд из каждого заезда проходили несколько лучших экипажей (в зависимости от дисциплины). Впервые с 1928 года для проигравших в полуфинале спортсменов был введён ещё один отборочный заезд. В финал A выходили 5 сильнейших экипажей.
Мужчины
| Соревнование | Спортсмены     | Предварительный заезд | Предварительный заезд | Предварительный заезд | 1-й отборочный заезд | 1-й отборочный заезд | 1-й отборочный заезд | Полуфинал     | Полуфинал     | Полуфинал     | 2-й отборочный заезд | 2-й отборочный заезд | 2-й отборочный заезд | Финал                | Финал                |
| Соревнование | Спортсмены     | Заезд                 | Время                 | Место                 | Заезд                | Время                | Место                | Заезд         | Время         | Место         | Заезд                | Время                | Место                | Время                | Место                |
| ------------ | -------------- | --------------------- | --------------------- | --------------------- | -------------------- | -------------------- | -------------------- | ------------- | ------------- | ------------- | -------------------- | -------------------- | -------------------- | -------------------- | -------------------- |
| одиночки     | Франтишек Райх | 2                     | 7:59,0                | 4                     | 3                    | 7:39,0               | 1                    | не участвовал | не участвовал | не участвовал | 2                    | 7:55,0               | 3                    | завершил выступление | завершил выступление |